# Johannes Anthonie Balthasar Stroebel

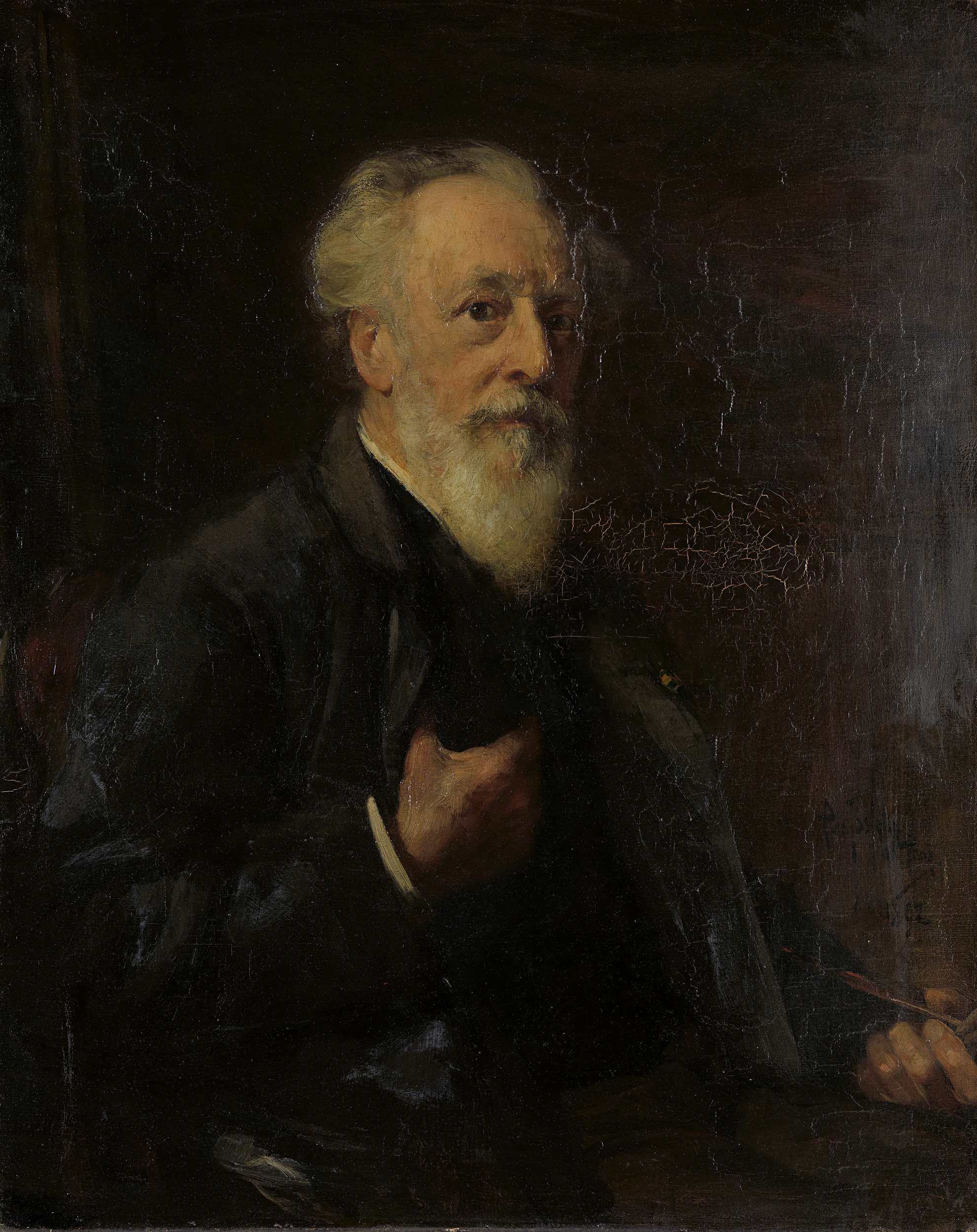
J.A.B. Stroebel door Pieter de Josselin de Jong, 1892

Johannes Anthonie Balthasar Stroebel, vaak ook aangeduid als J.A.B. Stroebel (Den Haag, 23 november 1821 - Leiden, 21 augustus 1905) was een Nederlands kunstschilder. Hij werkte sterk naar het voorbeeld van de zeventiende-eeuwse kunstschilder Pieter de Hoogh.

## Leven en werk
Stroebel studeerde aan de Koninklijke Academie van Beeldende Kunsten onder zowel Bartholomeus Johannes van Hove als diens zoon Huib van Hove. Hij schilderde vooral genrewerken en typisch Oudhollandse interieurs met figuren in zeventiende-eeuwse kostuums, naar voorbeeld van Johannes Vermeer en vooral  Pieter de Hoogh. Zijn werk kenmerkt zich door een warm koloriet en een opvallend invallend zonlicht. Vaak maakte hij ook zogenaamde doorkijkjes, waarbij door een open deur of nis een achterliggende ruimte of binnenplaats zichtbaar is en waarmee diepte wordt gesuggereerd. Hij maakte ook aquarellen, etsen en litho's.
Stroebel gaf les aan de Haagse Academie en was de leermeester van Jacob Maris. Hij werkte in vooral in Den Haag, maar ook in Renkum, Leiderdorp en Leiden. Hij was lid van de Haagse Pulchri Studio en het Amsterdamse genootschap Arti et Amicitiae. In 1905 overleed hij, 84 jaar oud. Zijn werk bevindt zich onder andere in de collecties van het Rijksmuseum Amsterdam, het Gemeentemuseum Den Haag, het Kröller-Müller Museum te Otterlo, het Teylers Museum te Haarlem en het Museum Boijmans Van Beuningen te Rotterdam.

## Galerij

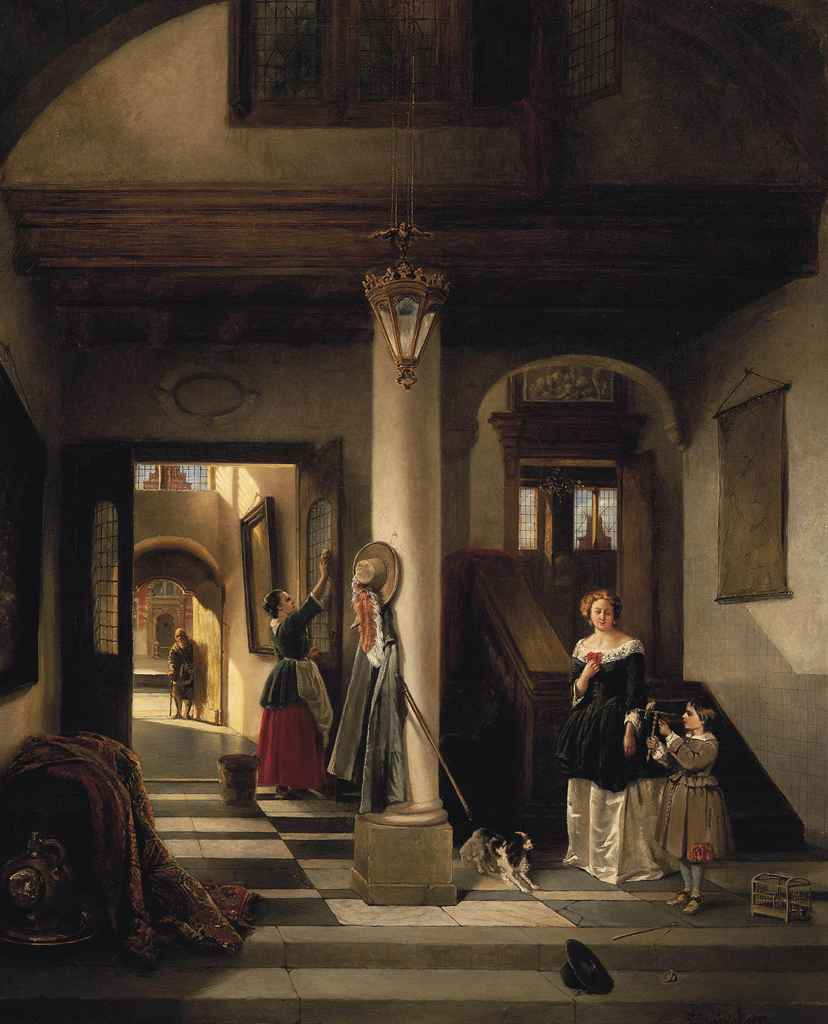
Allegorie van wisselend geluk
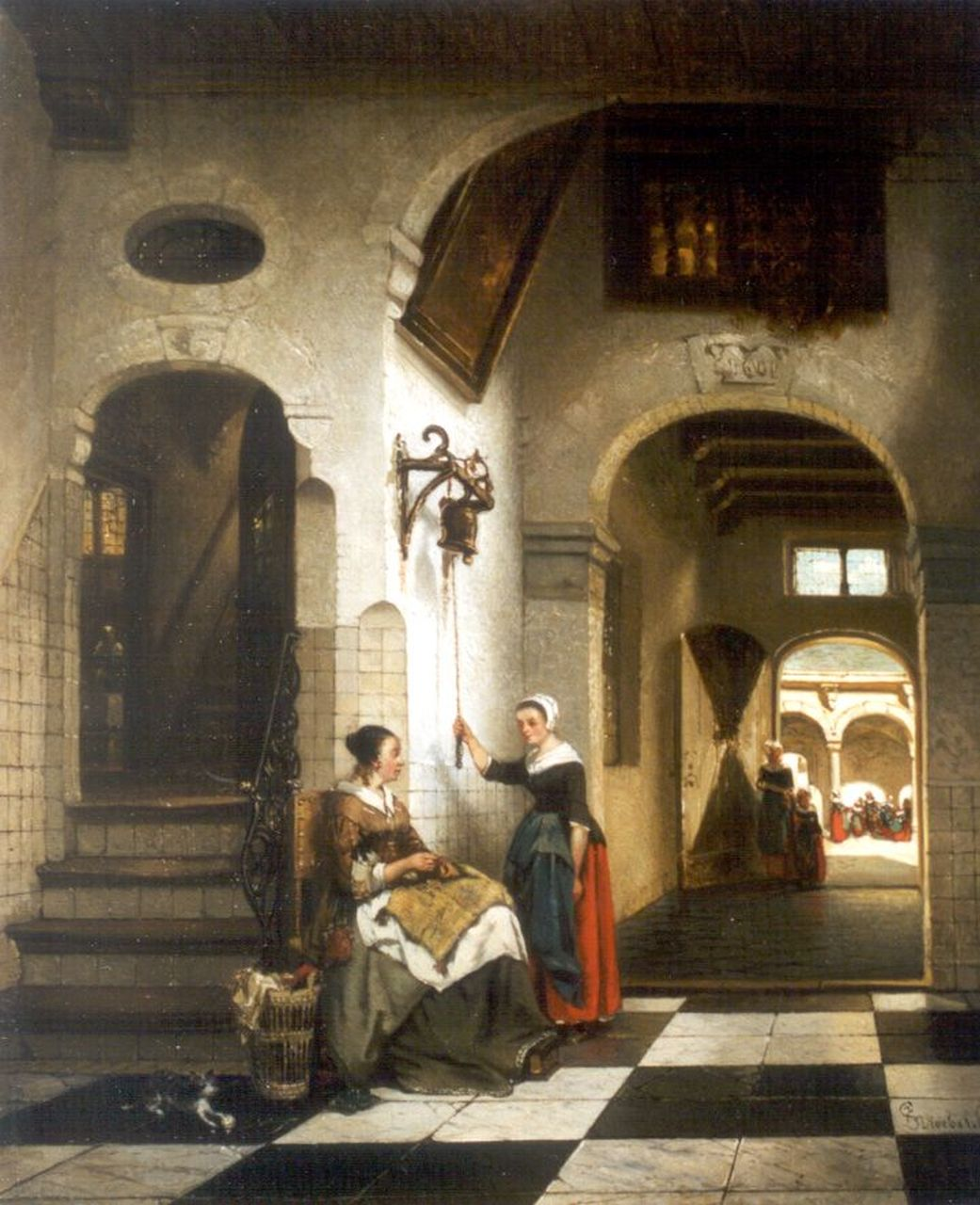
Het burgerweeshuis van Amsterdam
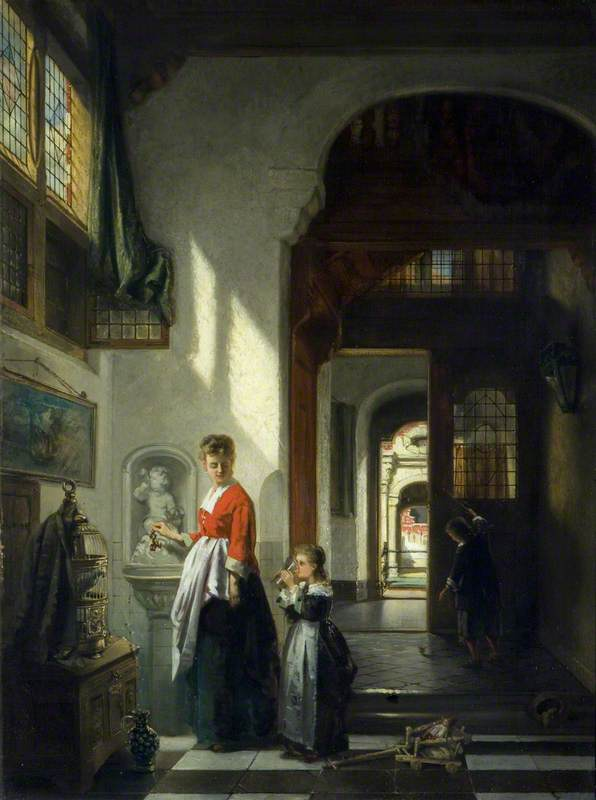
Hollands interieur
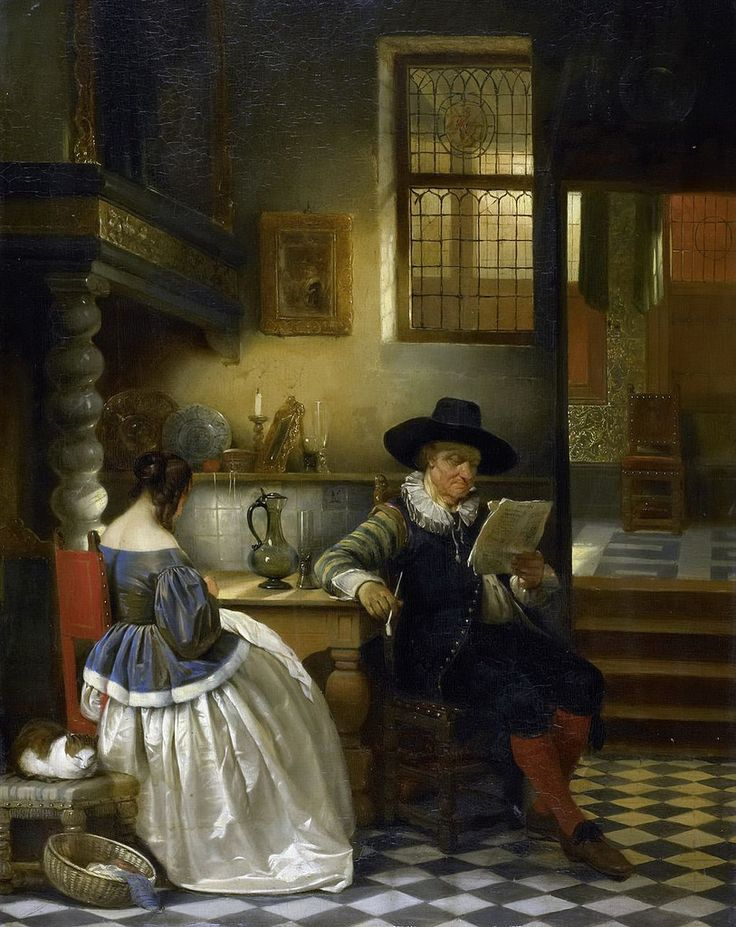
Hollandse keukenscène
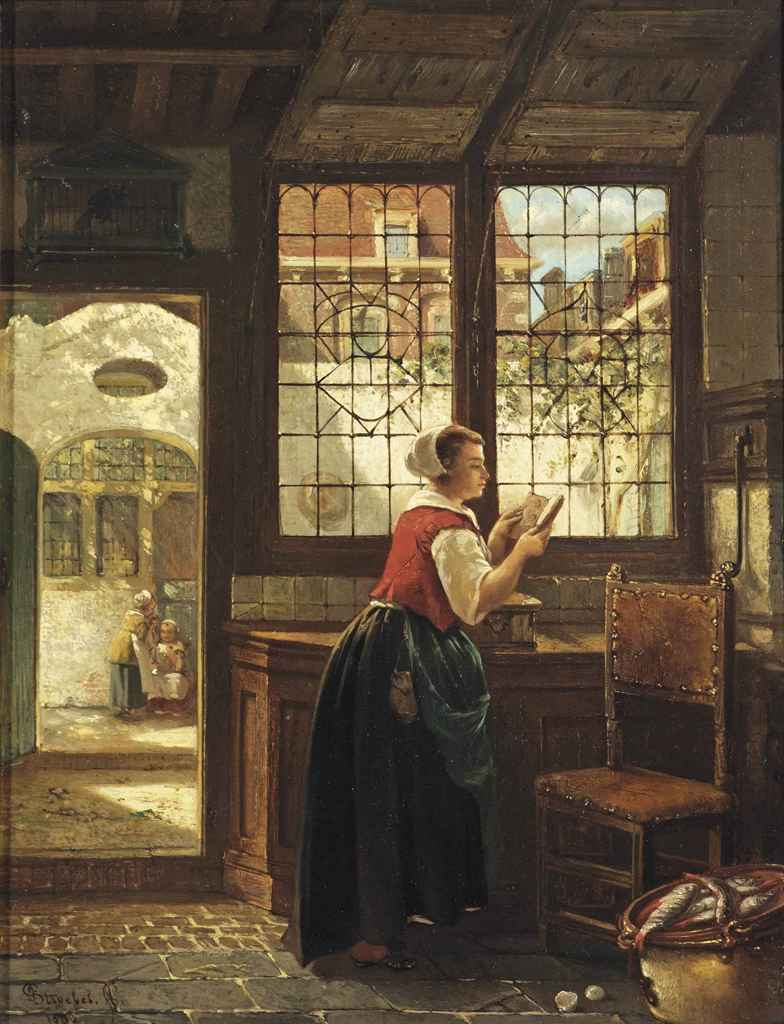
Een moment van stilte
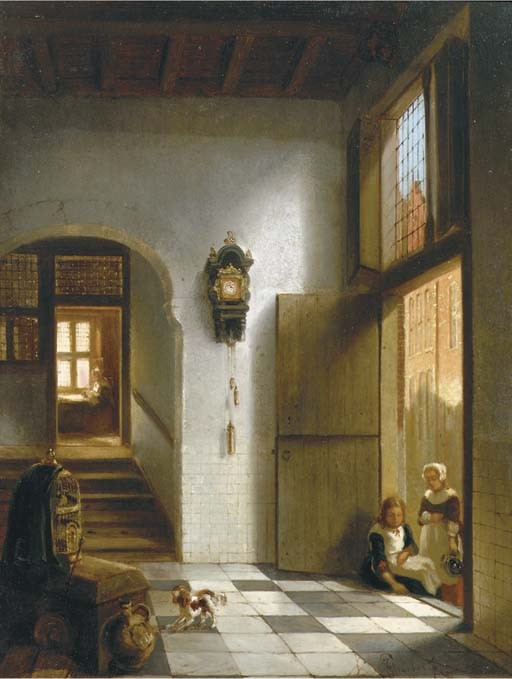
De kleine parkiet
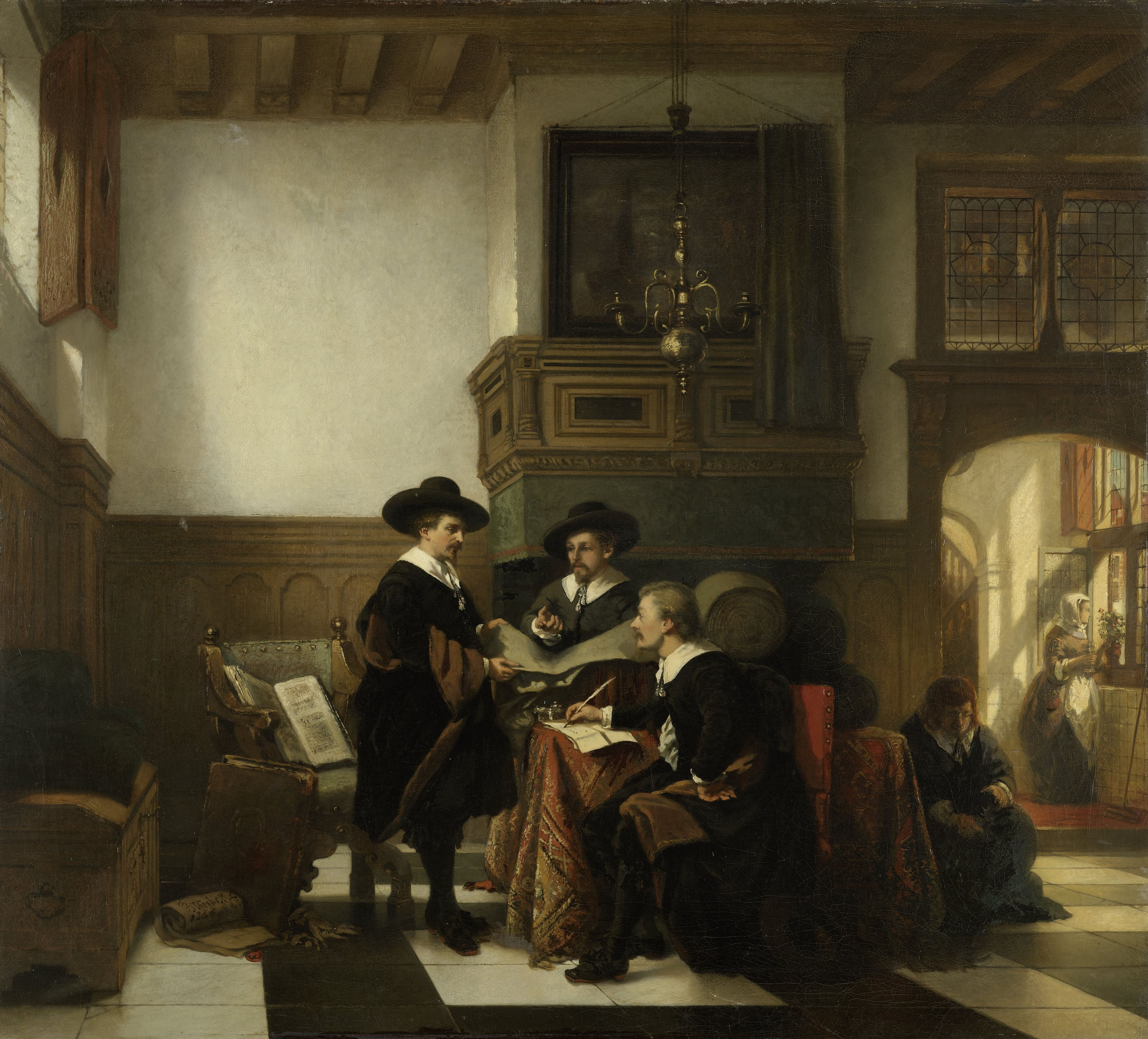
Het syndicaat van de Leindense Saaihal, Rijksmuseum
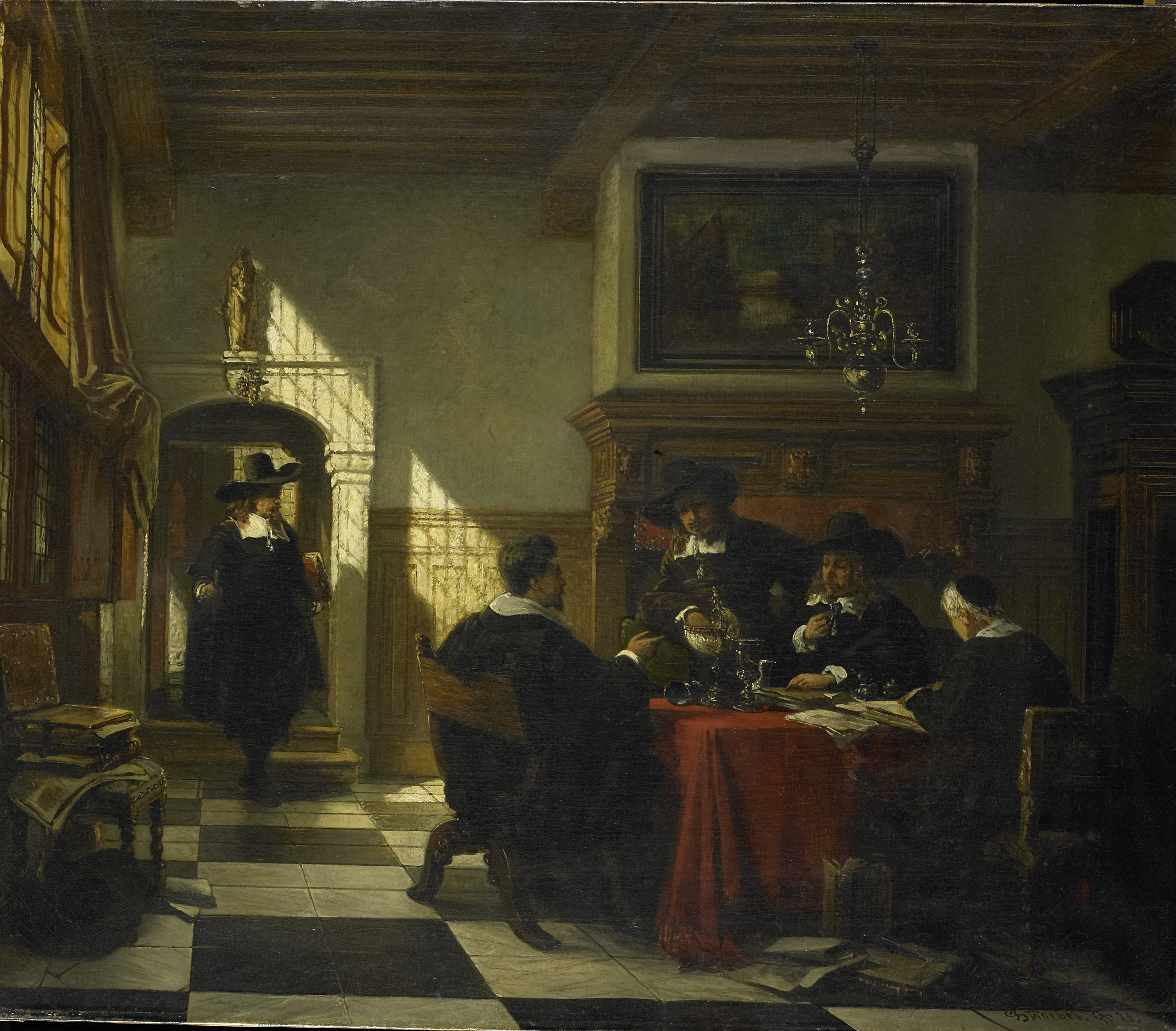
Gezelschap in 17e-eeuwse dracht bij een tafel waarop een Nautilusbeker, Rijksmuseum